# إردينيباتين تسيندباتار
إردينيباتين تسيندباتار (مواليد 16 أكتوبر 1996) هو ملاكم منغولي، مثّل بلاده في الألعاب الأولمبية الصيفية 2016.

## روابط خارجية
إردينيباتين تسيندباتار على موقع بوكس ريك (الإنجليزية) (registration required)
- إردينيباتين تسيندباتار على موقع اللجنة الأولمبية الدولية (الإنجليزية)
- إردينيباتين تسيندباتار على موقع أوليمبيديا (الإنجليزية)